# Tetraponera rakotonis
Tetraponera rakotonis é uma espécie de formiga do gênero Tetraponera, pertencente à subfamília Pseudomyrmecinae.